# Polônia nos Jogos Olímpicos de Inverno de 1948
A  Polônia competiu nos Jogos Olímpicos de Inverno de 1948, em St. Moritz, na Suíça.